# スキアエノクロミス・フライエリー
スキアエノクロミス・フライエリー（Sciaenochromis fryeri）は、スズキ目カワスズメ科に分類される魚の一種。

## 分布
マラウィ湖の固有種で、湖全体に広く見られる。

## 形態
全長15cm。オスの成魚は背ビレの先端が青白く、尻ビレがオレンジ色になる。また、全身が金属のような光沢を帯びた青色に変色し、数条の青い横縞が表れる。この色は発情するとより強く表れる。メスの成魚並びに幼魚の体色は茶褐色で、数条の横縞がある。

## 生態
食性は動物食で、小型の魚類、甲殻類、昆虫類の幼虫などを食べる。水底の砂ごと口に含み砂の中にいる生物を探し出して食べることも多い。稚魚は沿岸部で群れを形成するが、成魚になると攻撃的な性格になり他の魚とは一定の距離をもつようになる。縄張りをもつオスは美しいメタリックブルーの婚姻色に輝く。オスの縄張りは岩や石などの付近につくられ、繁殖期になると水底の砂や砂利を掘り返して円状の窪みをつくりそこにメスを誘い込んで繁殖を行う。繁殖形態は卵生。マウスブルーダーと呼ばれる繁殖方法で、メスは産み落とした卵をすぐに口に咥え、孵化後も一定期間稚魚を口内で保護する。

## 人間との関係
マラウィ湖周辺では貴重なタンパク源として食用に供される。本種並びに近縁種は現地の市場では定番商品のひとつとなっている。味は脂身が少なく非常に淡白。
ペットとしても飼育されており、アフリカン・シクリッドを代表する魚として、その美しい色合いから非常に人気が高い。「H.アーリー（Haplochromis）」という名称で流通していることが多い。日本国内で繁殖したものや東南アジアで養殖されたものが定期的に輸入されているため安価で手に入れやすい魚である。オランダやドイツのヨーロッパ便で輸入される個体は、体型がシャープで色合いも美しく、高価だが特に人気が高い。
水質は原産地の水質がアルカリ性のため、pH7.5-8.5が好ましいが、東南アジアで養殖されたものは中性程度の水でも飼育可能。丈夫で人にもよくなつくので飼育自体は容易な部類にはいるが、弱い個体は強い個体に追い回されるため石組をつくって隠れ家をつくってやる必要がある。
好奇心旺盛で口に入るものなら基本的に何でも食べるため人工飼料にも容易に餌付く。動物質の餌を食べるのでフィルターはろ過能力の優れた上部式、外部式、オーバーフロー式などを使用し水槽のサイズより2ランクほど大きなタイプのものを使うか、複数のフィルターを組み合わせる必要がある。底砂を掘り返し縄張りをつくったりエサを探す性質があるため底砂は角のない物を使用する。砂を敷かないベアタンクでの飼育も可能である。
成長しても10-15cm程度の大きさなので60cm水槽でも飼育可能だが、縄張り意識が強い魚なので複数飼育する場合は90cm以上の水槽で飼育することが望ましい。成長が早いので生後半年弱で繁殖が可能となる。飼育下でも容易に繁殖可能で環境に馴染んでくれば1-2ヶ月に1度のペースで繁殖する。
マウスブルーダーなので一夫一婦のペアではなく、一夫多妻制で、強い１匹のオスが多数のメスを産卵させる。メスは口の中で子育てをするので、敵に襲われないためにも幼魚と同じ地味な色をしている。